# Bedzja (volk)
De Bedzja (Bedzja: Oobja, Arabisch: البجا, Tigre: በጃ, Engels: Beja, Duits: Bedscha, Frans: Bedja, ) zijn een Koesjitisch volk dat in Soedan, Egypte en Eritrea woont. In de recente geschiedenis hebben ze voornamelijk in de Oostelijke Woestijn geleefd. Ze tellen ongeveer 1.237.000 mensen. De meerderheid van de Bedzja spreekt het Bedzja als moedertaal, in die taal bekend als Bidhaawyeet of Tubdhaawi, dat tot de Koesjitische tak van de Afro-Aziatische talen behoort. In Eritrea en het zuidoosten van Soedan spreken veel leden van de Beni Amer-groep Tigre.
De Bedzja zijn verdeeld in clans, zoals de Bisharin, Hedareb, Hadendowa (of Hadendoa), de Amarar (of Amar'ar), Beni-Amer, Hallenga, Habab, Belin en Hamran.

## Geografie
De Bedzja bewonen traditioneel een gebied tussen de Nijl en de Rode Zee in Soedan, Eritrea en Oost-Egypte dat bekend staat als de Oostelijke Woestijn. De meesten van hen leven in de Soedanese deelstaten Rode Zee, Nijl, Al-Qadarif en Kassala, de regio's Semenawi Keyih Bahri, Gash-Barka en Anseba in Eritrea, en in het zuidoosten van Egypte. Er zijn kleinere populaties van andere Bedzja-groepen verder naar het noorden in de Oostelijke Woestijn van Egypte. Sommige Bedzja-groepen zijn nomadisch. De Kharga-oase in de Westelijke Woestijn van Egypte herbergt een groot aantal Qamhat Bisharin die werden verdreven door de bouw van de Aswandam.

## Geschiedenis
De Bedzja zijn traditioneel pastorale nomaden. In de Romeinse tijd waren ze bekend als de Blemmyes.
De gebieden van de Bedzja in de Oostelijke Woestijn werden in de 3e eeuw veroverd door het koninkrijk Aksum. In Ge'ez-inscripties werden ze vermeld als de Bəga. De samenleving van de Bedzja was traditioneel georganiseerd in onafhankelijke koninkrijken. Volgens Al-Yaqubi bestonden er in de 9e eeuw zes van zulke Bedzja-staten tussen Aswan en Massawa. Onder hen waren de koninkrijken Bazin, Belgin, Jarin, Nagash, Qita'a en Tankish. De geograaf Abu Nasr Mutahhar al-Maqdisi schreef in de 10e eeuw dat de Bedzja in die tijd christenen waren.
Vanaf de 15e eeuw werden de Bedzja geïslamiseerd. De nu islamitische Bedzja namen deel aan de verdere islamitische verovering van Soedan en breidden zich zuidwaarts uit. De Hadendoa-Bedzja domineerden in de 18e eeuw een groot deel van Oost-Soedan. Tijdens de Mahdi-opstand van 1880-1890 vochten de Bedzja aan beide kanten. De Hadendoa kozen de kant van de rebellen, terwijl de Bisharin en Amarar de kant van de Britten stonden, en sommige Beni Amer de Ethiopische Ras Alula steunden. Door Rudyard Kipling werden ze de "Fuzzy-Wuzzy" genoemd, waarbij hij specifiek verwees naar de Hadendoa.
Het Bedzja-congres (Engels: Beja Congres) werd in 1952 opgericht met als doel regionale autonomie na te streven tegen de regering in Khartoem. Gefrustreerd door het gebrek aan vooruitgang sloot het Bedzja-congres zich in de jaren negentig aan bij de opstandige Nationaal Democratische Alliantie (NDA). Het Bedzja-congres controleerde in feite een deel van Oost-Soedan met als centra Garoura en Hamshkoraib. Het Bedzja-congres saboteerde in 1999 en 2000 verschillende keren de oliepijpleiding naar Port Sudan. In 2003 verwierpen ze de vredesovereenkomst tussen de Soedanese regering en het Soedanese Volksbevrijdingsleger, en in januari 2004 sloten ze zich aan bij de opstandelingen van het Soedanese Bevrijdingsleger in de regio Darfur. In oktober 2006 werd een vredesakkoord ondertekend met de regering van Soedan. Bij de algemene verkiezingen in april 2010 won het Bedzja-congres geen enkele zetel in de Nationale Vergadering in Khartoem. In woede over vermeende verkiezingsfraude en de trage uitvoering van het vredesakkoord, trok het Bedzja-congres zich in oktober 2011 terug uit de overeenkomst en kondigde later een alliantie aan met het Soedanese Bevrijdingsleger.